# 萨拉·卡尔
萨拉·卡尔（瑞典語：Sara Call，1977年7月16日—），瑞典女子足球运动员。她曾代表瑞典参加2003年国际足联女子世界杯。她也 曾入选2000年夏季奥林匹克运动会瑞典女子足球队名单，但并未上场参赛。